# Alternanthera paronichyoides
Alternanthera paronichyoides là loài thực vật có hoa thuộc họ Dền. Loài này được A. St.-Hil. mô tả khoa học đầu tiên năm 1833.